# 안흥초등학교 덕천분교
안흥초등학교 덕천분교는 대한민국 강원특별자치도 횡성군에 있는 공립 초등학교이다.

## 학교 연혁
- 1948년 8월 7일: 개교

## 참고 자료
- 안흥초등학교덕천분교장 - 한국교육학술정보원 학교알리미